# Nalini Bala Devi

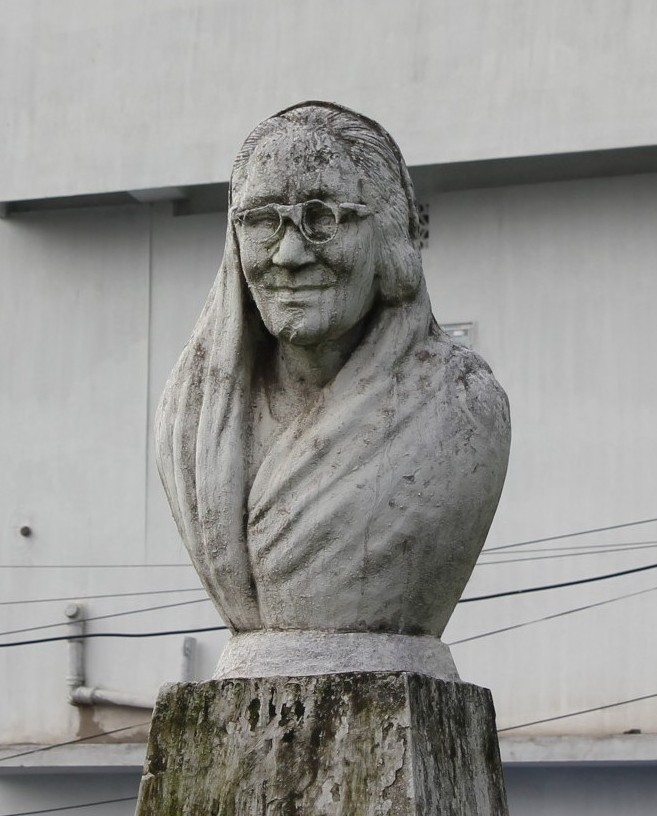
Büste von Nalini Bala Devi im Shaheed Udyan (Park) in Paltan Bazaar, Guwahati

Nalini Bala Devi (assamesisch নলিনীবালা দেৱী; * 23. März 1898 in Guwahati, Assam, Britisch-Indien; † 24. Dezember 1977 ebenda, Indien) war eine indische Schriftstellerin und Dichterin der assamesischen Literatur, die für ihre nationalistischen und mystischen Gedichte bekannt wurde.  1957 wurde sie von der indischen Regierung für ihren Beitrag zur Literatur mit dem Padma Shri ausgezeichnet, und 1968 erhielt sie den Sahitya Akademi Award der Sahitya Akademi (nationale Literatur-Akademie Indiens) für ihre Gedichtsammlung Alakananda. Sie war die erste assamesische Dichterin, die mit dem Padma Shri ausgezeichnet wurde, und die erste Frau, die den Vorsitz der Assam Sahitya Sabha, der assamesischen Sprachgruppe der Sahitya Akademi innehatte.

## Leben
Nalini Bala Devi wurde als Tochter von Hemantra Kumari Devi und ihrem Mann, Karmaveer Nabin Chandra Bordoloi (1875–1936) geboren. Der Vater war ein Aktivist der indischen Freiheitsbewegung in Assam und Schriftsteller. Im Alter von 10 Jahren schrieb sie ihr erstes Gedicht, Pita, und mit 12 Jahren wurde sie verheiratet, doch ihr Mann, Jeeveshwar Changkakoti, starb, als sie 19 Jahre alt war. Auch zwei ihrer Söhne starben früh. Sie begann, Gedichte zu schreiben, in denen Emotionen, Tragödien, Patriotismus und Hingabe zentrale Themen waren und die in der assamesischen Literatur immer noch hoch angesehen sind.
Nalini Bala Devi war eine der wenigen Frauen, die Gandhi bei der Nichtkooperation und der Swadeshi-Bewegung (ausschließliche Verwendung inländischer Produkte) in Assam unterstützten.
Ihr erster Gedichtband Sandhiyar Sur („Abendmelodie“), der 1928 veröffentlicht wurde, wurde 1946 von der Universität Kalkutta und 1951 von der Universität Guwahati unter die Lehrbücher aufgenommen. Zu ihren weiteren Werken gehören Alakananda, Sopunar Sur („Traummelodie“), Porosh Moni, Yuga Devata („Held des Zeitalters“), Shesh Puja („Die letzte Anbetung“), Parijator Abhishek, Prahlad, Meghdut, Suravi, Rooprekha, Shantipath (Essay-Anthologie) oder Sheshor Sur („Die letzte Melodie“). Smritir Tirtha (Biographie über ihren Vater), Biswadeepa (eine Sammlung von Biographien berühmter Frauen), Eri oha Dinbur („Vergangene Tage“, Autobiographie) und Sardar Vallavbhai Patel sind einige ihrer biographischen Werke. Sie schrieb auch ein Drama mit dem Titel Meerabai.
1950 gründete sie Sadou Asom Parijat Kanan, später Moina Parijat, eine Organisation für Kinder in Assam, die unter anderem Schulen betreibt. Sie war 1955 Präsidentin der 23. Sitzung der Assam Sahitya Sabha (Literaturakademie für Assam) in Jorhat.
1957 verlieh ihr die indische Regierung den Padma Shri. Ihre Gedichtsammlung Alakananda wurde 968 mit dem Sahitya Akademi Award ausgezeichnet.
Nalini Bala Devi starb am 24. Dezember 1977.
Das Cotton College, Guwahati, benannte 1986 sein Mädchenwohnheim nach ihr als Padmashree Nalini Bala Devi Girls' Hostel.